# Tochter der Prärie
Tochter der Prärie (Originaltitel Belle Starr’s Daughter) ist ein US-amerikanischer Western aus dem Jahr 1948 von Lesley Selander mit George Montgomery und Rod Cameron in den Hauptrollen. Der Film wurde von 20th Century Fox in Zusammenarbeit mit Alson Productions, Inc. produziert.

## Handlung
Zwischen der Stadt Antioch und Belle Starr, der Anführerin einer Gruppe Banditen, kommt es zu einer Einigung. Belle Starrs Leute werden die Stadt in Ruhe lassen, im Gegenzug wird der Marshal von Antioch sich von Belles Gebiet fernhalten. Eines Nachts wird der Marshal von Bob Yauntis und Yuma Talbott, beide Mitglieder von Belles Bande, erschossen. Die zornige Belle fragt ihren Stellvertreter Lafe Bailey, wer für den Mord verantwortlich war. Schnell fällt der Verdacht auf Yauntis und Talbott, die in die Berge geritten sind. Belle will, dass ihr Schwager Jim Davis die beiden zurückbringt. Als ihnen der Mord vorgeworfen wird, leugnen beide die Tat.
Von ihrer Schuld überzeugt will Belle mit dem neuen Marshal Jackson eine Vereinbarung treffen. Yauntis erschießt Belle und Jim und kann Bailey überzeugen, dass Belle fortgeritten sei, um mehr Männer zu holen. Bailey solle derweil den neuen Marshal angreifen. Während die übrigen Männer aufbrechen, entdeckt Bailey die Leichen von Belle und Jim. Die Bande verwickelt Jackson und seine Deputies in eine Schießerei. Yauntis und Yuma erzählen Belles Tochter Rose, dass ihre Mutter und ihr Onkel vom Marshal festgenommen wurden. Rose sieht, dass das Haus ihrer Mutter in Flammen aufgegangen ist und die Männer des Marshals die Leichen beerdigen.
Bei einem Fest begegnet Jackson Rose zum ersten Mal und ist über deren Kälte und Distanziertheit überrascht. Marshal Evans, selber auf der Suche nach einem Verbrecher mit dem Spitznamen Bitter Creek, übergibt Jackson einige Fundstücke aus der Brandruine, darunter ein Medaillon mit einem Bild von Rose und ihrer Mutter. Jackson sucht Rose in dem Restaurant auf, in dem sie als Kellnerin arbeitet, und zeigt ihr das Medaillon. Sie gibt zu, die Tochter der Banditin zu sein, glaubt jedoch immer noch, dass Jackson und seine Männer für ihren Tod verantwortlich sind. Yauntis und Yuma kommen in die Stadt. Sie suchen Bailey, weil sie befürchten, dass durch ihn Evans erfahren könnte, dass Yauntis der gesuchte Bitter Creek ist. Bailey wird derweil in einem Saloon von Jackson über Yauntis und Yuma befragt. Gleichzeitig kommt Rose die Idee, dass Bailey wissen könnte, wer ihre Mutter und ihren Onkel erschossen hat. Yauntis, der Rose schon seit einiger Zeit umwirbt, verspricht ihr, mit Bailey zu sprechen. Der betrunkene Bailey will auf Yauntis schießen, wird aber selber von diesem erschossen. Jackson erfährt, dass Bailey mit seinen letzten Worten Yauntis als Bitter Creek entlarvt hat. Da die Kugel, die Bailey getötet hat, der Kugel ähnelt, durch die Belle starb, will Jackson Yauntis festnehmen. Rose ist immer noch von Jacksons Schuld am Tod ihrer Mutter überzeugt. Sie beteiligt sich an mehreren Überfällen der Bande. Jackson und sein Deputy Gaffer finden die Bande in Big Bend. Sie untersuchen die korrupten Machenschaften des örtlichen Marshals. Die Bande stiehlt ihnen die Pferde, bei einer Schießerei wird Gaffer verwundet. Die Bande kann entkommen. Während der Flucht durchsucht Yauntis Jacksons Satteltaschen und findet eines von Roses Haarbändern.
Während Gaffer gesund gepflegt wird, telegrafiert Jackson um Verstärkung. Auf die Ergreifung der Bande wird schon bald eine Belohnung ausgesetzt. Als die Bande gesichtet wird, macht sich Jackson auf die Verfolgung. Bei einer Schießerei wird Yuma schwer verletzt, doch die Bande zieht weiter, verfolgt von Jackson. Sie erreichen eine Ranch, schlagen den Rancher nieder und versorgen sich mit frischen Pferden. Yauntis will Yuma zurücklassen, doch Rose besteht darauf, den Verletzten zu versorgen und kann verhindern, dass Yauntis Yuma tötet. Als die Bande weiterreitet, warnt Yauntis Rose, die Bande zu verlassen. Rose kann bei einer Rast entkommen und zur Ranch zurückkehren, um sich um Yuma zu kümmern, der ihr schließlich erzählt, dass Yauntis der Mörder ihrer Mutter und ihres Onkels ist. Bei Tagesanbruch folgen Yauntis, Slim und Bronc Rose, die mit dem Pferd flüchtet, aber abgeworfen wird. Jackson taucht auf und rettet Rose, indem er Slim und Bronc erschießt. Er verfolgt den flüchtenden Yauntis und muss ihn in Notwehr erschießen. Jackson erklärt Rose, dass sie für einige Zeit ins Gefängnis muss, er aber auf sie warten werde.

## Entstehung und Veröffentlichung
| Figur           | Darsteller           | Deutscher Sprecher |
| --------------- | -------------------- | ------------------ |
| Marshal Jackson | George Montgomery    | Axel Monjé         |
| Bob Yauntis     | Rod Cameron          | Wolfgang Lukschy   |
| Lafe Bailey     | Wallace Ford         | Hans Emons         |
| Deputy Gaffer   | Charles Kemper       | Walter Altenkirch  |
| Doc Benson      | J. Farrell MacDonald | Carl Heinz Carell  |
| Spanish George  | Chris-Pin Martin     | Erich Dunskus      |
| Jim Davis       | Kenneth MacDonald    | Otto Matthies      |

Gedreht wurde der Film ab Anfang August 1948 in Bridgeport, auf der Iverson Movie Ranch in Chatsworth, auf der Movie Ranch von Ray Corrigan im Simi Valley sowie in den Chaplin-Studios in Hollywood.
Isabel Jewell schlüpfte nach Land der Banditen (1946) zum zweiten Mal in die Rolle der Belle Starr. In kleinen nicht im Abspann erwähnten Nebenrollen traten Rudy Bowman, Henry Hull als Marshal von Antioch, Hank Patterson, Snub Pollard und Dorothy Vernon auf. Ebenfalls unerwähnt blieb Steve Darrell als Rancher.
Die Premiere des Films fand am 15. November 1948 statt. Die deutsche Synchronfassung entstand 1951 im Auftrag der Kaudel-Film in Berlin unter der Dialogregie von Karl Metzner nach einem Dialogbuch von Erika Görner. In der Bundesrepublik Deutschland kam er dann am 3. April 1953 in die Kinos, in Österreich im Mai 1954. In Deutschland wurde er auch unter dem Titel Die wilde Meute gezeigt.

## Kritiken
„Mit allerlei Verfolgungsjagden und Schießereien ausgefüllter Durchschnittswestern.“

Der Kritiker des TV Guide einen Film mit guten Außenaufnahmen und hilfreicher Charakterzeichnung.